# Miloslav Ludvík
Miloslav Ludvík, né le 5 septembre 1963, est un homme politique tchèque. Il est ministre de la Santé entre 2016 et 2017.
De 2000 à 2016 et de nouveau à partir de 2017, il exerce la fonction de directeur de l'hôpital universitaire de Motol. Depuis les élections municipales de 2014 jusqu'au début de 2017, il est président de la commission des finances de la ville de Prague.

## Biographie
Le 2 mai 2000, le ministre de la Santé, Bohumil Fišer, le nomme directeur de l'hôpital universitaire de Prague à Motol. Il dirige cet hôpital jusqu'à fin novembre 2016, date à laquelle il est nommé ministre de la Santé. Sous sa direction, le chiffre d'affaires de l'hôpital passe de 2 milliards de couronnes à 8 milliards de couronnes en 2016.
Après avoir obtenu le mandat de conseiller de la ville de Prague, il siège au sein des organes statutaires d'un certain nombre de sociétés. Il est membre du conseil de surveillance de Pražská energetika Holding a.s. (2003 à 2007 et depuis 2011), membre du conseil d'administration de Trade Centre Praha a.s. (2003 à 2007), membre du conseil de surveillance de Prague Water Management Company a.s. (2003 à 2007); membre du conseil de surveillance du Centre des congrès de Prague, a.s. (2004 à 2005); membre du conseil de surveillance de Kolektor Praha, a.s. (2007 à 2011). En 2011, il était également président du conseil de surveillance de la société des transports de la ville de Prague.
De 1990 à 2022, il a été membre du ČSSD, où il a également été membre du Comité exécutif central du ČSSD.
Il est nommé le 30 novembre 2016 au poste de ministre de la Santé. Il y reste jusqu'au 13 décembre 2017, date à laquelle Adam Vojtěch est nommé nouveau ministre. Le lendemain, il reprend son poste de directeur de l’hôpital universitaire de Motol.
En février 2025, la police de l'Office central national de lutte contre le crime organisé (NCOZ) arrête Miloslav Ludvik dans le cadre d'une enquête sur les contrats de l'hôpital avec une entreprise de construction. Il est inculpé avec seize autres personnes en lien avec des contrats de l'hôpital de Motol. Ils sont accusés d'avoir influencé des contrats d'une valeur d'environ quatre milliards de couronnes. Cette opération, qui fait partie d'une enquête plus vaste sur des soupçons de fraude impliquant des fonds européens, est coordonnée par le Parquet européen.
Le 24 février 2025, il est démis de ses fonctions par le ministre de la Santé, Vlastimil Válek (TOP 09), en raison de cette affaire.